# NGC 1531
NGC 1531 es una galaxia enana en la constelación de Eridanus que interactúa con la galaxia espiral NGC 1532. Actualmente está clasificada como galaxia peculiar y lenticular, pero su estructura se considera muy amorfa.